# Heinrich Bettenbühl
Heinrich (Heinz) Bettenbühl (* 18. Oktober 1875 in Kronberg im Taunus; † 2. Januar 1962 ebenda) war ein deutscher Bildhauer und Holzschnitzer.
Bettenbühl wurde als Sohn des Schreinermeisters Philipp Bettenbühl geboren. Nach dem Besuch der Kunstgewerbeschule in Frankfurt am Main zwischen 1896 und 1898 kehrte er in seinen Geburtsort zurück. Dort übernahm er 1902 zusammen mit seinem Bruder Georg den Betrieb seines Vaters. 1930 trennte er sich von seinem Bruder und begründete eine eigene Schnitzerwerkstatt, in der ab 1933 auch sein Sohn Ewald tätig war.
Werke von Bettenbühl finden sich am Rathaus von Kronberg (Schnitzereien), im Schloss Friedrichshof sowie in der evangelischen Kirche von Falkenstein. Für die St. Elisabethkirche in Wiesbaden fertigte er eine Plastik der Schutzpatronin an.